# Borough of Darlington
Borough of Darlington är en enhetskommun i Durham i England i Storbritannien. Kommunen har 109 469 invånare (2022).
Centralorten Darlington ingår inte i någon civil parish. Resterande del av kommunen är indelad i följande civil parishes:  
- Archdeacon Newton, Barmpton, Bishopton, Brafferton, Coatham Mundeville, Denton, East and West Newbiggin, Great Burdon, Great Stainton, Heighington, High Coniscliffe, Houghton Le Side, Hurworth, Killerby, Little Stainton, Low Coniscliffe and Merrybent, Middleton St. George, Morton Palms, Neasham, Piercebridge, Sadberge, Summerhouse, Walworth och Whessoe.[3]